# Elżbieta Luksemburska (1358–1373)
Elżbieta Luksemburska (ur. 19 kwietnia 1358 w Pradze, zm. 4 września 1373 w Wiedniu) – cesarzówna i królewna czeska, żona Albrechta III Habsburga.
Była córką cesarza i króla Czech Karola IV Luksemburskiego i jego trzeciej żony, Anny, księżniczki świdnickiej. 18 marca 1363 została zaręczona z margrabią brandenburskim Ottonem. 19 marca 1366 poślubiła Albrechta III Habsburga, księcia Austrii. Małżeństwo było bezdzietne.